# Bronner (cépage)
Le  bronner est un cépage de cuve allemand de raisins blancs.

## Origine et répartition géographique
Le cépage est une obtention de Norbert Becker (de) dans l'institut Staatliches Weinbauinstitut Freiburg à Fribourg-en-Brisgau. L'origine génétique est vérifiée et c'est un croisement des cépages Merzling × (Saperavi Severnyi (de) × Saint Laurent) réalisé vers 1975. Le cépage est autorisé dans de nombreux Länder en Allemagne. Il est également autorisé en Belgique dans l'AOC Côtes de Sambre et Meuse .
Le nom du cépage est un hommage à Johann Philipp Bronner (de), ampélographe et pharmacien.
Le bronner est une hybride avec des parentages de Vitis vinifera, Vitis amurensis, Vitis rupestris et Vitis aestivalis.

## Caractères ampélographiques
- Feuilles adultes, à 5 lobes, vert foncé

## Aptitudes culturales
La maturité est de deuxième époque hâtive : 10 jours après le chasselas.

## Potentiel technologique
Les grappes sont moyennes et les baies sont de taille moyenne.

## Synonymes
Le bronner est connu sous le nom de FR 250-75.